# Car2go
car2go era un servizio che forniva servizi di car sharing in alcune città europee e del Nord America, gestito dalla società moovel GmbH, controllata da Daimler AG. Dal 12 Novembre 2019, a seguito della fusione con il servizio DriveNow controllato da BMW-Group, nasce Share Now.

## Servizio
L'azienda operava principalmente con auto Smart Fortwo e Smart Forfour, con allestimenti speciali, e offriva un noleggio di tipo "punto a punto" con tariffazione al minuto; erano comunque disponibili anche tariffe ridotte orarie e giornaliere. Il servizio non prevedeva, se non in casi eccezionali, l'interazione col personale di Car2Go; tutte le operazioni per noleggiare un'auto si effettuavano tramite l'utilizzo di un'apposita tessera, del computer di bordo delle auto, di un portale internet e di una app per smartphone.

## Storia
Daimler ha sperimentato il servizio a Ulma nell'ottobre del 2008, dove è stato sviluppato da una divisione appositamente costituita ed è stato inizialmente utilizzato esclusivamente dai dipendenti Daimler. Lo sviluppo del servizio Car2Go è stato rapido. Giunta in Italia dapprima con Milano ad agosto 2013 e successivamente Roma a marzo 2014, Car2Go opera con più di 8.000 veicoli, in otto paesi e 23 città nel mondo, con oltre 400.000 clienti. Da maggio 2015 Car2Go è la più grande società di carsharing al mondo, con oltre 1.000.000 di soci. A marzo 2018 viene annunciata la joint-venture tra Car2Go (Daimler) e DriveNow (BMW).

## Città

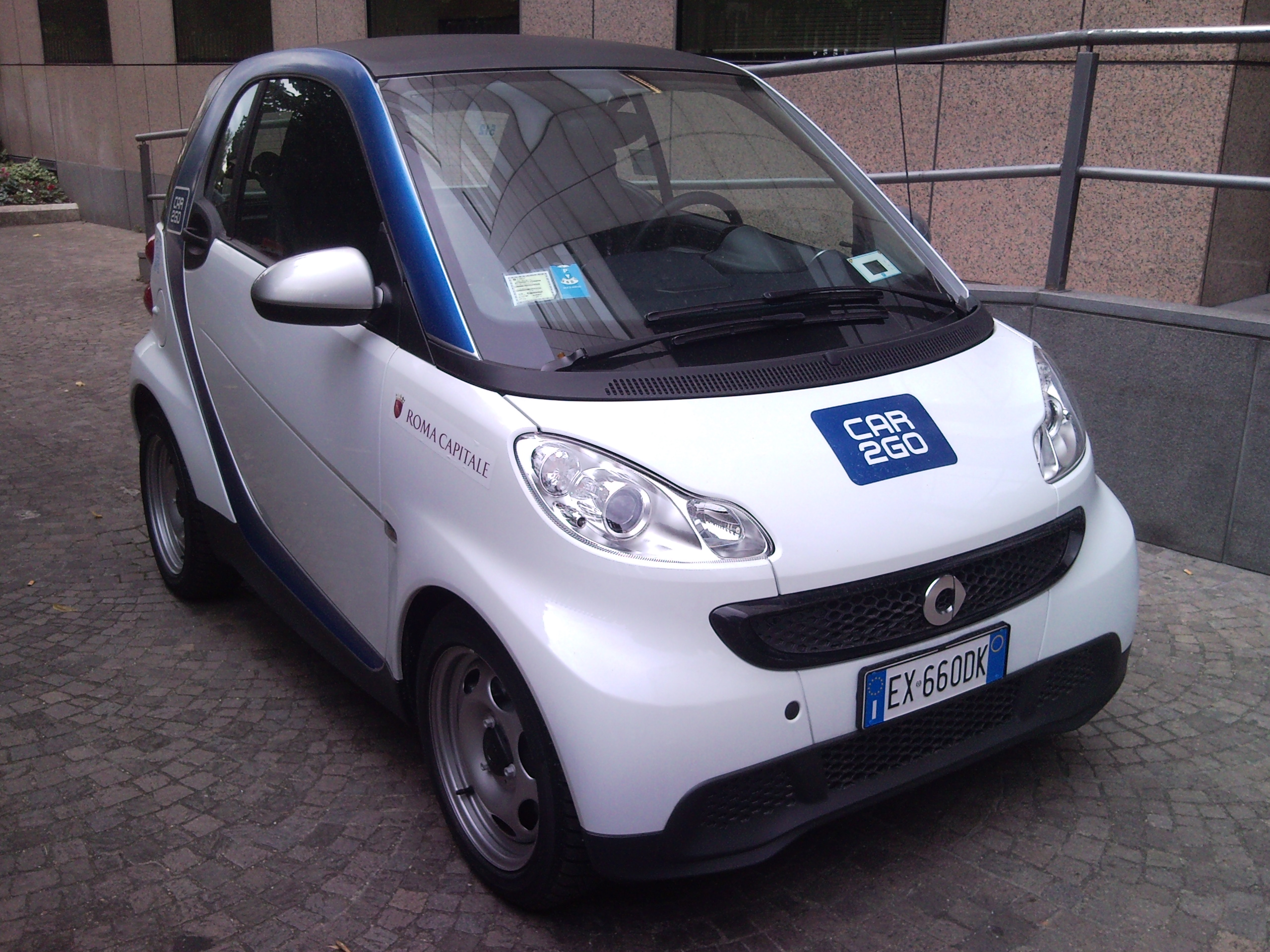
Una Smart Fortwo in presentazione a Roma (Italia)

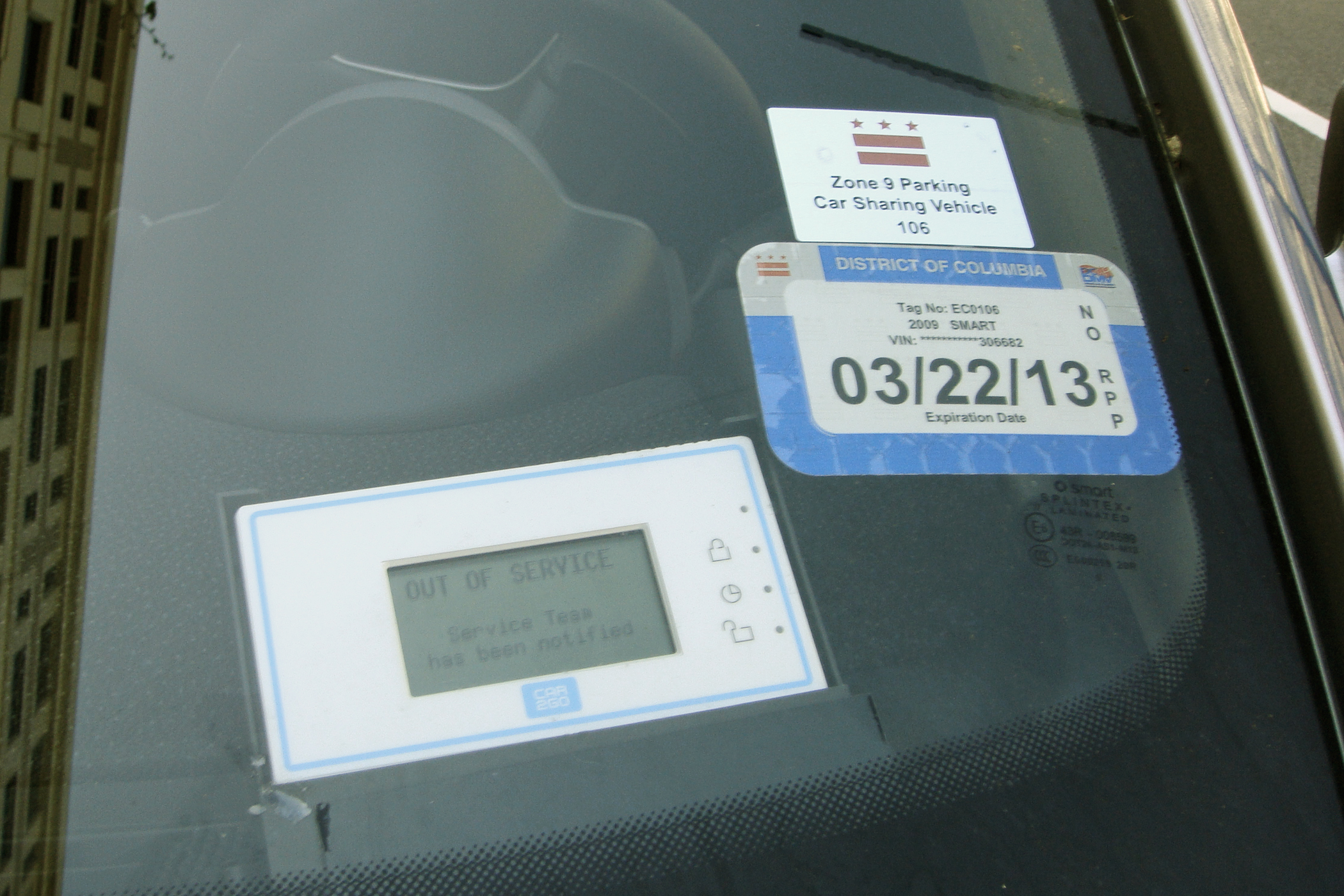
Lettore di card su una vettura a Washington (Stati Uniti)

La seguente tabella mostra i dettagli del servizio Car2Go nelle diverse città (aggiornato a marzo 2018):
| Città                   | Nazione     | Veicoli | Alimentazione        | Inizio del servizio | Fine del servizio | Note                 |
| ----------------------- | ----------- | ------- | -------------------- | ------------------- | ----------------- | -------------------- |
| Ulma                    | Germania    | -       | Benzina ed elettrico | 10/2008             | 12/2014           | [ 10 ] [ 11 ]        |
| Austin                  | Stati Uniti | 314     | benzina ed elettrico | 05/2010             | -                 | [ 12 ]               |
| Düsseldorf              | Germania    | 650     | benzina              | 02/2011             | -                 | [ 13 ]               |
| Amburgo                 | Germania    | 800     | benzina              | 04/2011             | -                 | [ 14 ]               |
| Vancouver               | Canada      | 1100    | benzina ed elettrico | 06/2011             | -                 | [ 15 ] [ 16 ] [ 17 ] |
| San Diego               | Stati Uniti | -       | elettrico            | 11/2011             | 12/2016           | [ 18 ]               |
| Amsterdam               | Paesi Bassi | 350     | elettrico            | 11/2011             | -                 | [ 19 ]               |
| Vienna                  | Austria     | 700     | benzina              | 12/2011             | -                 | [ 20 ]               |
| Lione                   | Francia     | -       | benzina              | 02/2012             | 06/2012           | [ 21 ]               |
| Washington              | Stati Uniti | 600     | benzina              | 03/2012             | -                 | [ 22 ]               |
| Portland                | Stati Uniti | 475     | benzina ed elettrico | 03/2012             | -                 | [ 23 ]               |
| Berlino                 | Germania    | 1100    | benzina              | 04/2012             | -                 | [ 24 ]               |
| Toronto                 | Canada      | 430     | benzina              | 06/2012             | -                 | [ 25 ]               |
| Calgary                 | Canada      | 630     | benzina              | 07/2012             | -                 | [ 26 ]               |
| Miami                   | Stati Uniti | -       | benzina              | 07/2012             | 02/2016           | [ 27 ]               |
| Colonia                 | Germania    | 350     | benzina              | 09/2012             | -                 | [ 28 ]               |
| Stoccarda               | Germania    | 550     | elettrico            | 11/2012             | -                 | [ 29 ]               |
| Londra                  | Regno Unito | -       | benzina              | 12/2012             | 05/2014           | [ 30 ]               |
| Seattle                 | Stati Uniti | 750     | benzina              | 12/2012             | -                 | [ 31 ]               |
| Birmingham              | Regno Unito | -       | benzina              | 05/2013             | 05/2014           | [ 32 ]               |
| Los Angeles (South Bay) | Stati Uniti | -       | benzina              | 06/2014             | 06/2015           | [ 33 ]               |
| Minneapolis             | Stati Uniti | -       | benzina              | 09/2013             | 12/2016           | [ 34 ]               |
| Columbus                | Stati Uniti | 200     | benzina              | 10/2013             | -                 |                      |
| Denver                  | Stati Uniti | 340     | benzina              | 06/2013             | -                 | [ 35 ]               |
| Monaco di Baviera       | Germania    | 500     | benzina              | 06/2013             | -                 | [ 14 ]               |
| Milano                  | Italia      | 1200    | benzina              | 08/2013             | -                 | [ 36 ]               |
| Montréal                | Canada      | 450     | benzina              | 11/2013             | -                 |                      |
| Roma                    | Italia      | 600     | benzina              | 03/2014             | -                 |                      |
| Firenze                 | Italia      | 200     | benzina              | 05/2014             | 2020              | [ 37 ]               |
| Francoforte             | Germania    | 260     | benzina              | 09/2014             | -                 |                      |
| Copenaghen              | Danimarca   | -       | benzina              | 09/2014             | 01/2016           |                      |
| Brooklyn                | Stati Uniti | 550     | benzina              | 10/2014             | -                 |                      |
| Eugene                  | Stati Uniti | -       | benzina              | 10/2014             | 06/2015           |                      |
| Stoccolma               | Svezia      | -       | benzina              | 11/2014             | 09/2016           |                      |
| Chongqing               | Cina        | 600     | benzina              | 04/2016             | -                 |                      |
| Honolulu                | Stati Uniti | -       | -                    | -                   | -                 |                      |
| Tel Aviv                | Israele     | -       | -                    | -                   | -                 |                      |
| Torino                  | Italia      | 450     | benzina              | 04/2015             | -                 | [ 38 ]               |
| Prato                   | Italia      | 50      | benzina              | 11/2015             | 2019              | [ 39 ]               |
| Madrid                  | Spagna      | 350     | elettrico            | 11/2015             | -                 | [ 40 ]               |

## Tariffazione

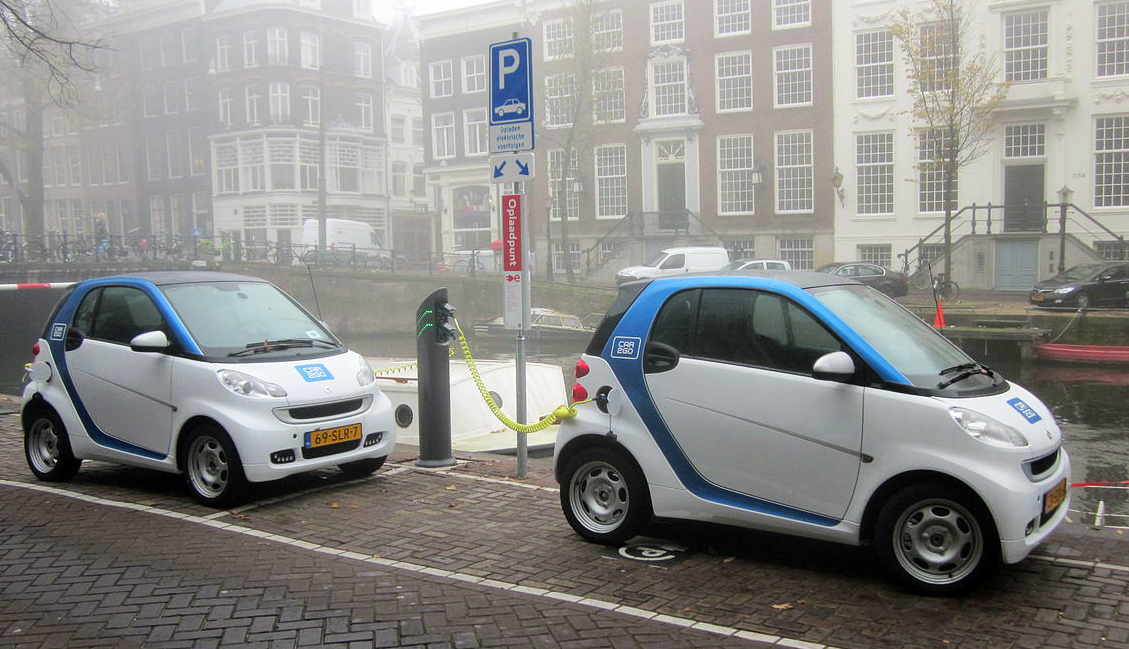
Due Car2Go Smart Electric Drive sullo Herengracht, ad Amsterdam.

Lo schema di tariffazione di Car2Go è simile in tutti i mercati in cui opera, anche se le tariffe sono diverse da città a città. Per i noleggi di breve durata, la società addebita un costo al minuto; esistono anche tariffe orarie e giornaliere scontate per noleggi prolungati. Le tariffe sono comprensive di tutto: noleggio vettura, carburante, assicurazione, parcheggio (in aree autorizzate) e manutenzione. In alcuni casi è previsto anche il pagamento di un abbonamento annuale. Nella maggior parte delle città servite, i veicoli Car2Go possono parcheggiare sia in parcheggi appositamente designati sia in strada, in diverse città usufruendo di un permesso speciale da parte della municipalità locale.

## Veicoli
In Italia, Car2Go opera con due tipi di Smart Fortwo e due tipi di Smart Forfour "car2go edition": a benzina ed elettriche; queste ultime sono attualmente disponibili solo in poche città. A Maggio 2018 incomincia l'introduzione di 200 Smart Fortwo Cabrio, delle quali 65 a Milano e Roma, 50 a Torino e 20 a Firenze nella flotta Car2Go - Share Now.
In Germania, Austria e Svezia, oltre alle smart, sono presenti anche tre tipi di Mercedes: Classe A, Classe B, CLA e GLA.

## App
Un App ufficiale e software di terze parti permettono di localizzare e prenotare le vetture. Attraverso le App è anche possibile verificare il livello di carburante (o di ricarica delle batterie) delle vetture, in questo modo i clienti possono scegliere una vettura adatta al percorso che intendono fare. Resta, in ogni caso, la possibilità di fare il pieno di carburante alle vetture attraverso una carta prepagata disponibile a bordo (in questo caso è previsto un premio in minuti di utilizzo).

## Critiche
Il 10 agosto 2015 Car2Go informa i propri clienti tramite i propri canali social che, a causa della poca disponibilità al mattino delle proprie vetture nelle aree centrali, a partire dal 17 dello stesso mese sarà introdotto un sistema di incentivi e disincentivi "al fine di ottimizzare la dislocazione delle vetture car2go a Milano", prevedendo un costo aggiuntivo di 4,9 euro all'utenza che rilascerà i veicoli al di fuori della "Home Area", stabilita dall'azienda stessa sulla base della quantità della richiesta del servizio.
Nei giorni successivi al comunicato il Comune di Milano ha inoltrato una richiesta all'azienda per chiarire se siano venuti meno gli accordi con Car2go, che - secondo quanto stipulato nel 2013 - deve garantire la copertura del 96% del territorio comunale. I cittadini milanesi nel frattempo hanno organizzato un flash-mob di protesta che si è tenuto il 19 agosto alla fermata Pagano della Metropolitana.